# Trauma Center - Caccia al testimone
Trauma Center - Caccia al testimone (Trauma Center) è un film statunitense del 2019 diretto da Matt Eksandri.

## Trama
Una cameriera Madison Taylor assiste all'omicidio di un detective della polizia da parte di due killer e viene ferita e il tenente Steve Wakes, partner dell'uomo ucciso la porta in ospedale vicino nel tentativo di estrarre il proiettile necessario per identificare gli assassini. Tuttavia, Madison trascorre la notte in ospedale e viene trasferita in un piano vuoto sotto la protezione di una guardia di sicurezza, ma si scopre che i due killer non sono altro che una coppia di poliziotti corrotti che faranno di tutto per uccidere Madison e recuperare il proiettile.